# Al·lanita-(Y)
L'al·lanita-(Y) és un mineral de la classe dels silicats, que pertany al grup de l'al·lanita. Va rebre el seu nom l'any in 1810 per Thomas Thomson en honor de Thomas Allan (1777-1833), mineralogista escocès qui primer va observar el mineral. L'any 1966 va rebre el sufix "-(Y)" per Alfred Abraham Levinson per designar que aquesta espècie és la que té l'itri com a element dominant.

## Característiques
L'al·lanita-(Y) és un element químic de fórmula química {CaY}{Al₂Fe2+}(Si₂O₇)(SiO₄)O(OH). Cristal·litza en el sistema monoclínic. La seva duresa a l'escala de Mohs és 5,5 a 6,5.
Segons la classificació de Nickel-Strunz, l'al·lanita-(Y) pertany a «09.B - Estructures de sorosilicats amb grups barrejats de SiO₄ i Si₂O₇; cations en coordinació octaèdrica [6] i major coordinació» juntament amb els següents minerals: al·lanita-(Ce), al·lanita-(La), clinozoisita, dissakisita-(Ce), dol·laseïta-(Ce), epidota, epidota-(Pb), khristovita-(Ce), mukhinita, piemontita, piemontita-(Sr), manganiandrosita-(La), tawmawita, manganipiemontita-(Sr), ferrial·lanita-(Ce), clinozoisita-(Sr), manganiandrosita-(Ce), dissakisita-(La), vanadoandrosita-(Ce), uedaïta-(Ce), epidota-(Sr), al·lanita-(Nd), ferrial·lanita-(La), åskagenita-(Nd), zoisita, macfal·lita, sursassita, julgoldita-(Fe2+), okhotskita, pumpel·lyïta-(Fe2+), pumpel·lyïta-(Fe3+), pumpel·lyïta-(Mg), pumpel·lyïta-(Mn2+), shuiskita, julgoldita-(Fe3+), pumpel·lyïta-(Al), poppiïta, julgoldita-(Mg), ganomalita, rustumita, vesuvianita, wiluïta, manganovesuvianita, fluorvesuvianita, vyuntspakhkita-(Y), del·laïta, gatelita-(Ce) i västmanlandita-(Ce).